# Bauherrenberatung
Bauherrenberatung bezeichnet die teilweise oder vollständige Unterstützung des Bauherren bei seinen Aufgaben und Pflichten als Bauherr durch externe, unabhängige Berater. Bauherrenberater erbringen in der Regel keine Leistung aus dem Bereich der Planer und Generalunternehmer, verfügen aber über das notwendige Wissen und Können aus dem gesamten Umfeld der Immobilienwirtschaft. Damit sind Bauherrenberater in der Lage, Anforderungen an diese zu kommunizieren, beziehungsweise deren Ergebnisse und Plausibilitäten zu überprüfen. Dadurch ermöglichen Bauherrenberater auch nichtprofessionellen Bauherren, kompetente und nachhaltige Entscheidungen während der Entwicklung, des Baus und der Nutzung eines Gebäudes zu treffen.

## Überblick
Seit Anfang der 1980er Jahre nimmt der Bedarf an Dienstleistungen im Bereich Bauherrenberatung kontinuierlich zu. Die wirtschaftlichen Rahmenbedingungen, die immer schwierigeren Bewilligungsverfahren, die hohen Umweltauflagen sowie die zunehmende Spezialisierung im Planungsbereich komplizieren Projektierung und Erstellung einer Immobilie.
Zusätzlich stellen der demographische Wandel und das gestiegene ökologische Bewusstsein viele Bauherren vor neue Herausforderungen: Im Besonderen die Nachfrage nach altersgerechten bzw. ressourcenschonenden Gebäuden hat kontinuierlich zugenommen und wird weiter zunehmen.
Diese gesellschaftlichen Umbauprozesse spiegeln sich auf Seite der Bauherrenberater in einer zunehmenden Spezialisierung wider: So finden sich Unternehmen, die sich auf ökologisch nachhaltiges Bauen und Betreiben von Gebäuden, andere, die sich auf altersgerechtes Wohnen oder auf die Harmonisierung von Wohnflächen nach Feng-Shui-Prinzipien spezialisiert haben.
Vor allem auf dem Sektor der Bürogebäudeentwicklung zeichnet sich im Zuge der Globalisierung ein verstärktes Bedürfnis nach professioneller Beratung ab: Weltweite Konkurrenz zwingt zu effektiven Arbeitsprozessen sowie einem konsequenten Energiemanagement innerhalb der Immobilie. Zusätzlich führt gerade in Westeuropa die zunehmende Knappheit von Fachkräften der Informations- und Innovationsgesellschaft zum Umdenken in der Bürogebäudeentwicklung. Der Bauherr einer Büroimmobilie ist auf Grund dieser Tendenzen in der Lage mit vollständig anforderungsgerechten und zukunftsfähigen Arbeitswelten die Wertschöpfung seines Unternehmens nachhaltig zu erhöhen.
Angesichts der Komplexität dieser Aufgaben benötigen nichtprofessionelle Bauherren zunehmend professionelle Unterstützung durch Bauherrenberater.

## Bauherr
„Bauherr ist, wer auf seine Verantwortung eine bauliche Anlage oder eine andere Anlage oder Einrichtung vorbereitet oder ausführt bzw. vorbereiten oder ausführen lässt, wobei der Bauherr sowohl eine natürliche als auch eine juristische Person (des privaten bzw. öffentlichen) Rechts sein kann.“ Der Bauherr hat zur Vorbereitung und Ausführung eines genehmigungspflichtigen Vorhabens geeignete Unternehmen zu bestellen.

## Bauherrenberatung
Bauherrenberater konzipieren und planen gemeinsam mit dem Bauherren das Immobilienprojekt. In einer späteren Phase organisieren und leiten die Berater den Projektablauf der Bauarbeiten. Immer öfter managen sie auch das reibungslose und kosteneffiziente Betreiben von Immobilien, womit sie Aufgaben aus dem Bereich des Facilitymanagements übernehmen.
Das Vorgehen der Bauherrenberater ist interdisziplinär: Sie erbringen in der Regel keine Leistungen von Juristen, Betriebswirtschaftlern, Architekten, Ingenieuren oder Facilitymanagern, sondern stellen das für ein bestimmtes Projekt geeignete Team zusammen. Auf diese Weise entwickeln diese gemeinsam mit den Bauherrn die aktuellen und zukünftigen Anforderungen an eine Immobilie und sorgen dann dafür, dass die Anforderungen sowohl im Bau wie auch im Betrieb der Immobilie erfüllt werden.
Die Aufgaben der Bauherrenberater lassen sich idealtypisch in juristische, finanzielle, bauliche und nutzungsoptimierende aufteilen. In der Realität greifen diese Aufgaben in vielfacher Weise ineinander, was die Zusammenarbeit und Vernetzung von Spezialisten aus mehreren Fachgebieten erforderlich macht. Bauherrenberater übernehmen dabei die Rolle des Teamleiters, der die Beteiligten im Hinblick auf das gemeinsame Ziel, ein vollständig anforderungsgerechtes Gebäude, koordiniert.

### Juristische Aufgaben
Die Gesetze und Verordnungen des Planungs-, Bau- und Umweltschutzrechtes stellen in wechselnder Konstellation die wesentlichen Randbedingungen während der Planung und der Erstellung eines Bauprojekts dar. Sie regeln das Verhältnis zwischen den Interessen und Bedürfnissen des Einzelnen (des Bauherren) und den Ansprüchen der staatlichen Gemeinschaft. Die Rechtsordnung bestimmt, wer Grund und Boden besitzen, ihn nutzen und darüber verfügen darf und welche Regeln dafür gelten. Zwingend notwendig für ein Bauprojekt ist die Erteilung einer Baugenehmigung bzw. Baubewilligung.
Bauherrenberater bzw. vom Bauherrenberater bestellte Vertrauensanwälte unterstützen den Bauherren in allen Facetten des Baurechts, dem Entwurf und der Gestaltung der Bau- bzw. der Architektenverträge und der Durchsetzung von Mängelansprüchen.

### Finanzielle Aufgaben
Ein Bauprojekt ist immer eine Geldanlage für den Investor. Aus diesem Grund muss zur Beurteilung der finanziellen Machbarkeit eine Kostenprognose erstellt werden, die Aussagen über den monetären Aufwand des zu erstellenden Bauwerks zulässt. Bauherrenberater oder die von ihnen bestellten Experten müssen dabei neben den Investitionskosten einer Immobilie auch die operativen Kosten berücksichtigen, also jene Kosten, die über Grundstück- und Erstellungskosten hinausgehen und den Betrieb sowie die Instandhaltung einer Immobilie beinhalten. Daneben gehören die Überprüfung von Kreditangeboten und möglichen Zuschüssen durch Staat, Land oder Gemeinden zu ihrem Aufgabengebiet. Erst nach Erfassung dieser Daten kann ein angemessenes Urteil über die Wirtschaftlichkeit einer Immobilie gefällt werden.
Mit Beginn der Bauphase setzt die Kostensteuerung als aktives operatives Managementinstrument im Sinne des Bauherreninteresses ein. Auf Basis der im Rahmen der Prognose ermittelten Daten wird umgehend korrigierend eingegriffen, sobald die Kosten den veranschlagten Rahmen überschreiten.

### Bauliche Aufgaben
Neben der Bewertung von Standorten und Grundstücken, der Beurteilung von Bauunterlagen und Plänen gehört die Identifikation spezifischer Anforderungen und die Beratung bezüglich Bauweise, Konstruktion und verwendeter Baumaterialien in Bezug auf diese Anforderungen zu den vordringlichsten Aufgaben der Bauherrenberater bzw. der von ihnen bestellten Spezialisten. Zusätzlich übernimmt der Bauherrenberater die Bau begleitende Qualitätssicherung, Termin- und Kostenkontrolle innerhalb des Projekts. Ständige Qualitäts- und Kostenüberwachung der Arbeiten sollen die Erstellung der gewünschten Leistungen sichern und eventuelle Schnittstellenprobleme zwischen den Beteiligten vermeiden.
Zur Festlegung des Auftragsumfanges und der geforderten Qualität wird ein Verzeichnis aufgestellt, in dem die im Rahmen eines Auftrages zu erbringenden Leistungen aufgelistet sind.
Daneben sorgen die Bauherrenberater in ihrer Rolle als Projektleiter für die Einhaltung rechtlicher und technischer Bestimmungen, deren Ziel die Gewährleistung von Sicherheit auf der Baustelle und die Gebrauchstauglichkeit des Bauvorhabens ist.

### Nutzungsoptimierende Aufgaben
Im Lebenszyklus einer Immobilie nimmt die Nutzungsphase nicht nur den längsten, sondern auch kostenintensivsten Zeitraum ein. Deshalb suchen Bauherrenberater nach effektiven Strategien, die Zukunftsfähigkeit eines Gebäudes über einen längeren Zeitraum sicherzustellen. Das Facilitymanagement als umfassende Analyse aller Prozesse um, an und in einem Gebäude erhöht die Arbeitsproduktivität in und die Kapitalrentabilität von Immobilien. Wie anforderungsgerechte Immobilien Arbeitsprozesse optimieren und konsequentes Energiemanagement zu Kostenersparnis führt, hat sich in den letzten Jahren idealtypisch im Bereich der Bürogebäudeentwicklung gezeigt.

#### Bürogebäudeentwicklung
Bürogebäudeentwicklung bezeichnet den umfangreichen Prozess des Konzeptionierens, Planens, Erstellens und Betreibens einer Büroimmobilie unter Berücksichtigung der ökologischen, ökonomischen und sozialen Nachhaltigkeit.
Der Bauherrenberater strukturiert diesen Prozess für den Bauherrn, der eine Immobilie um-, aus- oder neu bauen möchte. Dazu analysieren die Berater die für ein bestimmtes Unternehmen typischen Arbeitsabläufe und Organisationsformen. Auf Basis dieser Daten entwickeln sie ein unter wirtschaftlichen und ökologischen Gesichtspunkten effizientes Büro, das speziell auf die Anforderungen der Nutzer zugeschnitten ist. Zunehmend geraten dabei auch soziale Faktoren wie Mitarbeiterzufriedenheit und Arbeitsklima in ihrer Wechselwirkung zur Produktivität, und damit zur Wertschöpfung einer Immobilie in den Blick. So belegt eine Studie aus dem Jahre 2005, wie durchdachte Architektur das Kommunikationsklima verbessern, Arbeitsprozesse beschleunigen und den Krankenstand innerhalb eines Unternehmens verringern kann.
In wirtschaftlicher wie in ökologischer Hinsicht tritt das Modell des „flexiblen Büros“ zunehmend in den Mittelpunkt des Interesses. Dabei handelt es sich um eine Bürokonzeption, die bereits in der Projektierung und Planung die verschiedenen Verwendungsmöglichkeiten einer Bürofläche berücksichtigt: Wenn sich die Anforderungen an eine Immobilie im Laufe ihres Lebens ändern, wenn zum Beispiel kleinräumige Büros in Großflächenbüros umgewandelt werden müssen, kann der Bauherr dadurch schnell und Ressourcen schonend reagieren. So bleiben bei minimalem Aufwand effiziente Bürostrukturen erhalten.

#### Facilitymanagement
Das Facilitymanagement organisiert die Nutzung eines Bürogebäudes. Durch die strategische Verknüpfung einzelner Dienstleister und Services zu leistungsfähigen Netzwerken entsteht ein funktionierendes Arbeitsumfeld, das das Kerngeschäft des Bauherrn unterstützt. Nachhaltig funktionierendes Facilitymanagement braucht die Entwicklung eines strategischen Ansatzes, mit dem die Betreiber für die Herausforderungen der Zukunft gerüstet sind und flexibel auf diese reagieren können.
Idealtypisch arbeitet strategisch ausgerichtetes Facilitymanagement in drei Phasen: In der Analyse-Phase werden der Ist-Zustand der Verwaltung, die Qualität der Serviceleistungen sowie die Kosten für den Gebäudebetrieb festgestellt. In der darauf folgenden Planungsphase werden die Einzelteile des Gebäudebetriebs zu einem funktionierenden Netzwerk verwoben. In der Implementierungsphase kommt es zur konsequenten Umsetzung des entwickelten Betriebskonzeptes.

## Das Vier-Phasen-Modell
Während ein Gebäude mit der Erstellung beginnt und dem Abriss endet, kann der Lebenszyklus einer Immobilie als Kreislauf beschrieben werden: Diese Perspektive erlaubt einen differenzierten Blick auf die verschiedenen Phasen im „Leben“ einer Immobilie.
Eine Immobilie durchläuft im Laufe ihres Bestehens mehrere Phasen von der Planung bis zur Umnutzung, dem Verkauf und dem Rückbau. In allen Phasen steht der Bauherr gegenüber der Immobilie und deren Nutzer in der Verantwortung. Ein Phasenmodell ermöglicht es dem Bauherren, die Bauherrenaufgaben nach seinen spezifischen Anforderungen zu strukturieren und dabei den ganzen Lebenszyklus des Bauwerks im Auge zu behalten.
Es existieren mehrere Phasenmodelle, die sich hinsichtlich ihrer Differenzierung (Drei-Phasen bis Neun-Phasen-Modelle) unterscheiden, inhaltlich aber deckungsgleich sind.
Bruhnke schlägt ein Vier-Phasen-Modell vor, das Planung/Entwicklung, Realisierung, Nutzung und Verwertung umfasst.

### Planungs- und Entwicklungsphase
Die Planungs- bzw. Entwicklungsphase bietet die größten Potentiale für die wirtschaftliche Optimierung eines Gebäudes. Im Laufe der Projektkonzeption werden nicht nur die Herstellungskosten der Immobilie berücksichtigt, sondern auch Betriebs- und Instandhaltungskosten sowie der Aufwand für den Rückbau eines Gebäudes. Daneben gewinnen auch Werte wie Umweltschutz, Funktionalität und Zufriedenheit der Mitarbeiter zunehmend an Bedeutung.
In dieser Phase fungieren Bauherrenberater als Projektentwickler. Sie konkretisieren die Anforderungen des Bauherren und verdichten sie zu einem Projektplan. Gleichzeitig stellen die Berater Markt- und Standortanalysen an und prüfen das Projekt in Machbarkeitsstudien auf seine Tauglichkeit hin. Die Wirtschaftlichkeitsbetrachtung umfasst bereits in diesem Stadium neben den Herstellungskosten (Investition) auch die Betriebs- und Instandhaltungskosten einer Immobilie.
Die Planungsphase kann den Neubau einer Immobilie, jedoch auch eine Projektneuentwicklung in einer bereits bestehenden Immobilie zum Ergebnis haben.

### Realisierungsphase
Die Realisierungsphase setzt mit der Detailplanung des Immobilienprojekts ein und endet mit der Übernahme durch den Nutzer. „Die bauliche Umsetzung erfordert es, die zukünftige Funktionsfähigkeit und Kostengünstigkeit der Immobilie sicherzustellen sowie die Teilprozesse der Planung und Ausführung zu einem Gesamtprozess zusammenzuführen.“
Der Bauherrenberater übernimmt in dieser Phase die Aufgaben des Projektmanagements, genauer: der Projektleitung und eventuell der Projektsteuerung. Der Projektleiter bildet eine den Anforderungen entsprechende Projektorganisation, die sowohl sachliche als auch personenbezogene Führungsaufgaben wahrnimmt. Bei komplexen Bauvorhaben managt ein Projektsteuerer im Auftrag der Projektleitung die Schnittstellen zwischen den Ausführenden.
Eine der wichtigsten Aufgaben der Bauherrenberater ist bereits in der Realisierungsphase die Einbindung der späteren Nutzer in das Projekt und Sicherung der Akzeptanz der Immobilie und der veränderten Arbeitsplatzsituation bei diesen.

### Nutzungsphase
Die Nutzungsphase nimmt den längsten und kostenintensivsten Zeitraum im „Leben“ einer Immobilie ein. „Nach einer Nutzungszeit von ca. vier Jahren übersteigen bei einer Gesamtnutzungszeit von 20 Jahren die Nutzungskosten bereits die Investitionskosten.“
Bereits in der Planung und Umsetzung haben Bauherrenberater die Grundlagen für ein optimales und wirtschaftliches Betreiben von Immobilien geschaffen. Eine konsequente Umsetzung der in den Kapiteln „Facilitymanagement“ und „Bürogebäudeentwicklung“ beschriebenen Strategien kann die Wertschöpfung einer Immobilie deutlich steigern. Darüber hinaus ermöglicht eine durchdachte Konzeption des Bürogebäudes ein schnelles und kostengünstiges Eingreifen, falls die Immobilie umgenutzt, umgebaut oder erneuert werden soll.

### Verwertung
Kommen Umnutzung, Umbau oder Erneuerung nicht in Frage, tritt die Immobilie in die Verwertungsphase über. In dieser Phase fällt die Entscheidung, ob das Gebäude verkauft, abgerissen und für ein neues Projekt verwendet werden soll.

## Normen und Standards
- Landesbauordnungen
- Baustellenverordnung
- DIN 18205 – Bedarfsplanung im Bauwesen, Fassung April 1996.
- DIN 32736 – Gebäudemanagement, Begriffe und Leistungen, Fassung August 2000.
- Honorarordnung für Architekten (HOA), Österreich, Fassung 2002.
- Honorarordnung für Architekten und Ingenieure (HOAI), Deutschland, Fassung 2001.